# Марафон (озеро)
Марафо́н або Марато́н (грец. Μαραθώνας) — водосховище в регіоні Аттика, Греція.
Резервуар створений в 1952 році. Марафонське озеро-водосховище, з мармуровою дамбою, забезпечує Афіни питною водою.